# Women's Super League 2
La Women's Super League 2 es la segunda división de fútbol femenino en Inglaterra. La categoría fue fundada en 2014 con el nombre de FA Women's Super League 2 (WSL 2) y renombrada como FA Women's Championship entre las temporadas 2018-19 y 2024-25. Fue organizada por la Asociación Inglesa de Fútbol hasta la temporada 2023-24, momento en que los 24 equipos pertenecientes a la Women's Super League y Women's Championship decidieron formar una nueva organización que organizara el fútbol profesional femenino inglés. Esta organizición fue nombrada como Women's Professional Leagues Limited (WPLL).
El equipo campeón consigue el ascenso a la Women's Super League, mientras que los dos últimos descienden a las categorías FA Women's National League North/South.

## Historia
Para la temporada 2014, la FA WSL se amplió para crear una segunda división formada por 9 nuevos equipos y 1 descendido de la WSL 1. Doncaster Rover Belles descendió a la WSL 2 y se les otorgó licencias a London Bees, Durham, Aston Villa, Millwall Lionesses, Yeovil Town, Reading, Sunderland, Watford y Oxford United.
En diciembre de 2014, la FA WSL anunció un plan de dos años para ampliar la WSL 1 de ocho a diez equipos. Para ello, dos equipos de la WSL 2 ascenderían y uno de la WSL 1 descendería. Por primera vez, un equipo de la FA Women's Premier League obtuvo el ascenso a la WSL 2, conectando la FA WSL al resto de la pirámide de fútbol femenino en Inglaterra.
Con esto, la WSL 1 contó con nueve equipos y la WSL 2 con diez para la temporada 2016. Repitiéndose el proceso al año siguiente, ambas categorías estuvieron formadas por 10 equipos en la temporada 2017-18.
En 2018, la segunda división fue renombrada como FA Women's Championship. En mayo de 2025, se anunció que el campeonato sería renombrado como Women's Super League 2.

## Equipos
Los siguientes equipos participarán de la temporada 2025-26.
| Equipo            | Ubicación      | Estadio           | Capacidad | Temporada 2024-25 |
| ----------------- | -------------- | ----------------- | --------- | ----------------- |
| Birmingham City   | Birmingham     | St Andrew's       | 29.902    | 2.º               |
| Blackburn Rovers  | Blackburn      | Ewood Park        | 31.367    | 10.º              |
| Bristol City      | Bristol        | Ashton Gate       | 27.000    | 6.º               |
| Charlton Athletic | Londres        | The Valley        | 27.111    | 3.º               |
| Crystal Palace    | Londres        | Gander Green Lane | 5.013     | 12.º (WSL)        |
| Durham            | Durham         | Maiden Castle     | 1.800     | 4.º               |
| Ipswich Town      | Felixstowe     | Dellwood Avenue   | 2.160     | 1.º (WNL South)   |
| Newcastle United  | Newcastle      | Kingston Park     | 10.200    | 5.º               |
| Nottingham Forest | Nottingham     | City Ground       | 30.404    | 1.º (WNL North)   |
| Portsmouth        | Havant         | Westleigh Park    | 5.300     | 9.º               |
| Southampton       | Southampton    | St Mary's Stadium | 32,384    | 8.º               |
| Sunderland        | Hetton-le-Hole | Eppleton CWG      | 2.500     | 7.º               |

## Historial
Salvo los equipos con nota, los clubes en primer lugar ascendieron a la WSL.
| Temporada     | Campeón                 | Subcampeón              | Tercero               | Máximas goleadoras                                       | Goles |
| ------------- | ----------------------- | ----------------------- | --------------------- | -------------------------------------------------------- | ----- |
| 2014          | Sunderland              | Doncaster Rovers Belles | Reading               | Fran Kirby (Reading)                                     | 24    |
| 2015          | Reading                 | Doncaster Rovers Belles | Everton               | Courtney Sweetman-Kirk (Doncaster Rovers Belles)         | 20    |
| 2016          | Yeovil Town             | Bristol City            | Everton               | Iniabasi Umotong (Oxford United) Jo Wilson (London Bees) | 13    |
| Spring Series | Everton                 | Doncaster Rovers Belles | Millwall Lionesses    | Courtney Sweetman-Kirk (Doncaster Rovers Belles)         | 9     |
| 2017-18       | Doncaster Rovers Belles | Brighton & Hove Albion  | Millwall Lionesses    | Jessica Sigsworth (Doncaster Rovers Belles)              | 15    |
| 2018-19       | Manchester United       | Tottenham Hotspur       | Charlton Athletic     | Jessica Sigsworth (Manchester United)                    | 17    |
| 2019-20       | Aston Villa             | Sheffield United        | Durham                | Katie Wilkinson (Sheffield United)                       | 15    |
| 2020-21       | Leicester City          | Durham                  | Liverpool             | Katie Wilkinson (Sheffield United)                       | 19    |
| 2021-22       | Liverpool               | London City Lionesses   | Bristol City          | Abi Harrison (Bristol City)                              | 17    |
| 2022-23       | Bristol City            | Birmingham City         | London City Lionesses | Melissa Johnson (Charlton Athletic)                      | 12    |
| 2023-24       | Crystal Palace          | Charlton Athletic       | Sunderland            | Elise Hughes (Crystal Palace)                            | 16    |
| 2024-25       | London City Lionesses   | Birmingham City         | Charlton Athletic     | Isobel Goodwin (London City Lionesses)                   | 16    |

1. 1 2 3 4  El equipo en segundo lugar también ascendió.
2. ↑  Se retiró de la liga y descendió.